# 八東郡
- 令制国一覧 > 山陰道 > 因幡国 > 八東郡
- 日本 > 中国地方 > 鳥取県 > 八東郡

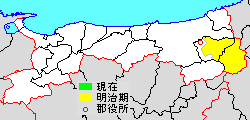
鳥取県八東郡の位置

八東郡（はっとうぐん）は鳥取県（因幡国）にあった郡。

## 郡域
1879年（明治12年）に行政区画として発足した当時の郡域は、八頭郡若桜町および八頭町の一部（下峰寺、大坪、山田、西御門、上野、隼郡家、見槻中、西谷、志子部、才代、柿原以東）にあたる。

## 歴史
『和名抄』に記載された私部（きさいべ・きさいちべ）・刑部・曰理（わたり）・日部（くさかべ）・丹比（たじひ）・若桜の6郷が平安時代末期に八上郡より分離し、成立した。なお、弘安3年（1280年）7月に「因州八東郡若桜郷」と見えるのが初見である。（光福寺旧蔵太鼓銘文、現・島根県玉作湯神社所蔵）

### 近世以降の沿革
- 明治初年時点で、概ね全域が因幡鳥取藩領であった。「旧高旧領取調帳」に記載されている村は以下の通り。●は村内に寺社領が存在。◎は全域が寺社領。（2宿87村）

落折村、小船村、大野村、中原村、吉川村、岩屋堂村、須澄村、根安村、糸白見村、岸野村、大炊村、不香田村、長砂村、茗荷谷村、舂米村、淵見村、湯原村、浅井村、屋堂羅村、来見野村、諸鹿村、●赤松村、◎若桜宿、三倉村、高野村、用呂村、日田村、南村、島村、重枝村、富枝村、北山村、志谷村、中村、稗谷村、横地村、妻鹿野村、徳丸村、上徳丸村、皆原村、東村、才代村、岩淵村、三浦村、鍛冶屋村、三山口村、清徳村、奥野村、茂谷村、佐崎村、●柿原村、小別府村、新興寺村、安井宿、茂田村、横田村、日下部村、福井村、郡家村、見槻村、西谷村、見槻中村、志子部村、上野村、西御門村、一谷村、殿村、大門村、花原村、山田村、山路村、大坪村、延命寺村、別府村、上津黒村、下津黒村、市場村、野町村、麻生村、山志谷村、落岩村、明辺村、姫路村、福地村、覚王寺村、篠浪村、山上村、上峰寺村、下峰寺村
- 明治4年7月14日（1871年8月29日） - 廃藩置県により鳥取県の管轄となる。
- 明治9年（1876年）8月21日 - 第2次府県統合により島根県の管轄となる。
- 明治10年（1877年）5月22日[1]（4宿72村） - 上徳丸村が徳丸村に合併。（2宿86村）
- 明治12年（1879年）1月12日 - 郡区町村編制法の島根県での施行により行政区画としての八東郡が発足。郡役所が安井宿に設置。のち「八上八東智頭郡役所」が八上郡河原村（後に郡家村に移転）に設置され、同郡・智頭郡とともに管轄。
- 明治14年（1881年）9月12日 - 鳥取県の管轄となる。

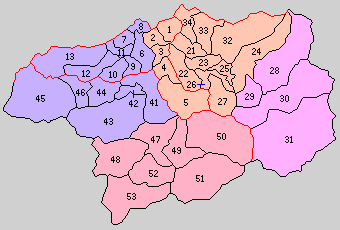
21.大御門村 22.隼村 23.安部村 24.登米村 25.逢郷村 26.八東村 27.小畑村 28.赤松村 29.若桜村 30.菅野村 31.池田村 32.上私都村 33.中私都村 34.下私都村（桃：八頭郡若桜町 橙：八頭郡八頭町 1 - 13は八上郡 41 - 53は智頭郡）

- 明治22年（1889年）10月1日 - 町村制の施行により、以下の各村が発足。特記以外は全域が現・八頭郡八頭町。（14村）
  - 大御門村 ← 西御門村、一谷村、殿村、大門村
  - 隼村 ← 上野村、郡家村、福井村、見槻中村、西谷村、見槻村、志子部村
  - 安部村 ← 安井宿、新興寺村、小別府村、日下部村
  - 登米村 ← 北山村、富枝村、日田村、用呂村、志谷村、中村、稗谷村、横地村、妻鹿野村
  - 逢郷村 ← 徳丸村、重枝村、島村、南村
  - 八東村 ← 横田村、茂田村、才代村、東村、皆原村
  - 小畑村 ← 岩淵村、鍛冶屋村、三浦村、三山口村、清徳村、茂谷村、奥野村、柿原村、佐崎村
  - 赤松村 ← 赤松村、来見野村、諸鹿村、屋堂羅村、浅井村（現・八頭郡若桜町）
  - 若桜村 ← 高野村、若桜宿、三倉村（現・八頭郡若桜町）
  - 菅野村 ← 大炊村、岸野村、糸白見村、根安村、不香田村、長砂村、湯原村、淵見村、茗荷谷村、舂米村（現・八頭郡若桜町）
  - 池田村 ← 須澄村、岩屋堂村、吉川村、中原村、大野村、小船村、落折村（現・八頭郡若桜町）
  - 上私都村 ← 姫路村、明辺村、落岩村、山志谷村、麻生村、福地村、野町村
  - 中私都村 ← 覚王寺村、市場村、上津黒村、下津黒村、別府村、篠浪村
  - 下私都村 ← 花原村、山路村、延命寺村、山上村、大坪村、上峰寺村、下峰寺村、山田村
- 明治29年（1896年）4月1日 - 郡制の施行により、「八上八東智頭郡役所」の管轄地域をもって八頭郡が発足。同日八東郡廃止。

## 行政
郡役所
- 安政5年7月7日（1858年8月15日） - 御改正により各郡に御郡役所を1ヶ所設置。八東郡は徳丸村に置いた[2][3]。
- 明治12年（1879年）1月6日 - 島根県甲第1号布達により、八東郡役所を安井宿に設置[4]。
- 明治13年（1880年）11月20日 - 島根県甲第192号布達により、八東郡役所を八上・智頭郡役所に統合。八上・八東・智頭郡役所として八上郡河原村に設置[4]。

島根県八東郡長
| 代                                                                           | 氏名     | 就任年月日            | 退任年月日             | 備考                   |
| ---------------------------------------------------------------------------- | -------- | --------------------- | ---------------------- | ---------------------- |
| 1                                                                            | 木下荘平 | 明治12年（1879年）1月 | 明治13年（1880年）12月 | 八上・智頭郡役所に統合 |
| 参考文献 - 初稿八頭郡誌256頁（八頭郡郷土文化研究会郡誌編集専門委員、1982年） |          |                       |                        |                        |

郡役所統合後の歴代八上・八東・智頭郡長については八上郡を参照。